# Дом Ладо
Дом Ладо — историческое здание в Выборге, построенное в конце XVIII века и получившее известность благодаря пребыванию в нём композиторов М. И. Глинки и Э. Сивори. Расположенный на углу Прогонной и Подгорной улиц в центре города Выборга двухэтажный дом в стиле русского классицизма включён в перечень памятников архитектуры.

## История
Небольшой каменный двухэтажный дом на угловом участке являет собой образчик «уютного провинциального классицизма», который в Выборге называли «стилем Екатерины II». Большая часть подобных зданий в Выборге была со временем перестроена или снесена, и эта постройка стала редким примером сохранившегося жилого дома конца XVIII века. Скруглённый угол фасада на втором этаже акцентирован балконом с кованой решёткой, частью узора которой являются год строительства 1785 и инициалы первого владельца «HVL» (Генрих Вильгельм Ладо). Под балконом располагался парадный вход.
В начале XIX столетия владельцем дома был итальянец Джованни Мотти, державший пользовавшуюся известностью гостиницу с рестораном. Номера постояльцев находились на втором этаже, а помещения первого этажа занимал ресторан, в котором всегда были свежие выборгские крендели. В этот период гостиница считалась самой фешенебельной в Финляндии. В гостинице Мотти в июне 1829 года по пути к водопаду Иматра и обратно останавливались поэт и издатель А. А. Дельвиг с супругой, композитор М. И. Глинка, поэт А. Я. Римский-Корсаков, А. П. Керн и писатель и критик О. М. Сомов. Дружеская компания близких знакомых А. С. Пушкина осматривала городские достопримечательности в сопровождении дочери владельца гостиницы.
Благодаря воспоминаниям А. П. Керн известны некоторые примечательные бытовые подробности жизни города того времени, в частности, такие:

Имея привычку не спать летом по ночам, я и эту ночь просидела у окна, любуясь видом на залив, прислушиваясь к плеску тихих волн его и вздрагивая по временам от успокоительных возгласов городского сторожа, вскрикивавшего иногда под самым окном: «Спите, добрые граждане, я вас не бужу!»
По пути на водопад М. И. Глинка записывал финские народные песни: одна из них легла в основу «Финской фантазии», а другая — баллады Финна из оперы «Руслан и Людмила».
После смерти Джованни Мотти в 1834 году его дело продолжила жена Сара Мотти. В последний раз гостиница упоминается в путеводителе за 1862 год.
В 1893 году финский композитор Эмиль Сивори основал в Выборге церковную музыкальную школу, в которой обучали игре на органе, хоровому пению и дирижированию. Располагавшаяся в бывшей гостинице Мотти музыкальная школа со временем стала крупнейшей в Финляндии и в 1910 году получила статус Народной консерватории, а программу музыкального обучения Сивори признали лучшей в стране. На первом этаже размещались учебные классы, а на втором — жилые помещения семьи Сивори.
После советско-финских войн (1939—1944) музыкальная школа была закрыта. В послевоенное время на фасаде была установлена памятная доска, посвящённая М. И. Глинке. В здании, как и в примыкающем доме Стюнкеля, последовательно размещались различные учебные заведения, последнее из которых (с 2017 года) — Институт экономической безопасности Ленинградского государственного университета имени А. С. Пушкина.